# Jasmina Hostert
Jasmina Hostert (* 3. Dezember 1982 in Sarajevo, Jugoslawien; geb. Pašić) ist eine deutsche Politikerin (SPD). Seit 2021 ist sie Mitglied des Deutschen Bundestages.

## Leben
Jasmina Hostert wuchs zunächst in Sarajevo auf. Zu Beginn des Bosnienkrieges wurde sie im Oktober 1992 durch eine Granate schwer verletzt, wodurch sie ihren rechten Arm verlor. Da die Wunde in Sarajevo nicht ausreichend versorgt werden konnte, flüchtete sie gemeinsam mit ihrem Vater aus Sarajevo und gelangte nach Bonn, wo sie zunächst im Krankenhaus weiter behandelt wurde. Danach wurde sie von der pensionierten Gymnasiallehrerin Maria Hostert († 2003) aufgenommen und später auch adoptiert. Sie besuchte das evangelische Amos-Comenius-Gymnasium in Bonn, die letzten zwei Schuljahre absolvierte sie an der King’s School in Canterbury, wo sie das Abitur bestand. Von 2003 bis 2009 studierte sie an der Universität Bonn Politikwissenschaft, Neuere Geschichte und Kunstgeschichte (Abschluss: M.A.). Seit 2011 lebt Jasmina Hostert in Böblingen. 2014 erhielt sie die deutsche Staatsangehörigkeit. Von 2015 bis 2019 war sie als Geschichtsvermittlerin im Haus der Geschichte Baden-Württemberg tätig. Sie ist seit 2019 Präsidentin des Württembergischen Behinderten- und Rehabilitationssportverbands.
Jasmina Hostert ist verheiratet und hat zwei Kinder.

## Politik
Jasmina Hostert trat 2009 in die SPD ein. Von 2013 bis 2016 war sie Büroleiterin und parlamentarische Mitarbeiterin des Landtagsabgeordneten Florian Wahl. Seit 2015 ist sie Vorsitzende des SPD-Kreisverbandes Böblingen, seit 2018 ist sie eine von vier stellvertretenden Landesvorsitzenden der SPD Baden-Württemberg. Seit 2019 gehört sie dem Stadtrat von Böblingen sowie der Regionalversammlung des Verbandes Region Stuttgart an.

### Deutscher Bundestag
Bei der Bundestagswahl 2017 kandidierte sie im Wahlkreis Böblingen, konnte aber kein Mandat gewinnen. Bei der Bundestagswahl 2021 zog sie über Listenplatz 9 der baden-württembergischen Landesliste der SPD in den Bundestag ein. Im Bundestag war sie ordentliches Mitglied im Familienausschuss, im Sportausschuss, sowie stellvertretendes Mitglied im Verkehrsausschuss.
Bei der Bundestagswahl 2025 wurde sie über die Landesliste erneut in den Deutschen Bundestag gewählt. Dort ist sie in folgenden Ausschüssen  vertreten:

#### Ordentliches Mitglied
- Ausschuss für Bildung, Familie, Senioren, Frauen und Jugend
- Ausschuss für Sport und Ehrenamt
- Schriftführerin

#### Stellvertretendes Mitglied
- Innenausschuss
- Ausschuss für die Angelegenheiten der Europäischen Union